# Podobnost (obecný pojem)
O podobnosti nějakých věcí hovoříme, pokud se liší (jen) některé charakteristiky nebo vlastnosti těchto věcí. Pokud lze odlišnosti charakterizovat kvantitativně, např. jako vzdálenost, pak jsou si objekty podobnější, pokud mají menší vzdálenost.
Příkladem budiž podobnost dvou stejně dlouhých slov porovnávaných Hammingovou vzdáleností.
Podobnost, kterou nelze vyjádřit kvantitativně, lze popsat pouze slovně, nicméně v tomto případě se může jednat pouze o ryze subjektivní dojem pozorovatele, který s ním jiný pozorovatel nemusí nutně sdílet.